# Edwin Solano
Edwin Solany Solano Martínez (La Ceiba, 25 gennaio 1996) è un calciatore honduregno, centrocampista dell'Olimpia.

## Biografia
È fratello maggiore di Julián Martínez, a sua volta calciatore professionista.

## Carriera

### Club
Ha giocato nella massima serie honduregna.

### Nazionale
Tra il 2019 e il 2020 ha giocato quattro partite con la nazionale honduregna.

## Statistiche

### Cronologia presenze e reti in nazionale
| Cronologia completa delle presenze e delle reti in nazionale ― Honduras | Cronologia completa delle presenze e delle reti in nazionale ― Honduras | Cronologia completa delle presenze e delle reti in nazionale ― Honduras | Cronologia completa delle presenze e delle reti in nazionale ― Honduras | Cronologia completa delle presenze e delle reti in nazionale ― Honduras | Cronologia completa delle presenze e delle reti in nazionale ― Honduras | Cronologia completa delle presenze e delle reti in nazionale ― Honduras | Cronologia completa delle presenze e delle reti in nazionale ― Honduras |
| Data                                                                    | Città                                                                   | In casa                                                                 | Risultato                                                               | Ospiti                                                                  | Competizione                                                            | Reti                                                                    | Note                                                                    |
| ----------------------------------------------------------------------- | ----------------------------------------------------------------------- | ----------------------------------------------------------------------- | ----------------------------------------------------------------------- | ----------------------------------------------------------------------- | ----------------------------------------------------------------------- | ----------------------------------------------------------------------- | ----------------------------------------------------------------------- |
| 5-9-2019                                                                | Tegucigalpa                                                             | Honduras                                                                | 4 – 0                                                                   | Porto Rico                                                              | Amichevole                                                              | -                                                                       | 73’                                                                     |
| 10-9-2019                                                               | San Pedro Sula                                                          | Honduras                                                                | 2 – 1                                                                   | Cile                                                                    | Amichevole                                                              | -                                                                       | 71’                                                                     |
| 14-11-2019                                                              | Fort-de-France                                                          | Martinica                                                               | 1 – 1                                                                   | Honduras                                                                | CONCACAF Nations League 2019-2020 - Fase a gironi                       | -                                                                       | 73’                                                                     |
| 10-10-2020                                                              | Comayagua                                                               | Honduras                                                                | 1 – 1                                                                   | Nicaragua                                                               | Amichevole                                                              | -                                                                       | 76’                                                                     |
| 13-7-2021                                                               | Houston                                                                 | Honduras                                                                | 4 – 0                                                                   | Grenada                                                                 | Gold Cup 2021 - 1º turno                                                | 1                                                                       | 79’                                                                     |
| 5-9-2021                                                                | San Salvador                                                            | El Salvador                                                             | 0 – 0                                                                   | Honduras                                                                | Qual. Mondiali 2022                                                     | -                                                                       | 86’                                                                     |
| 27-3-2022                                                               | San Pedro Sula                                                          | Honduras                                                                | 0 – 1                                                                   | Messico                                                                 | Qual. Mondiali 2022                                                     | -                                                                       | 69’                                                                     |
| 3-6-2022                                                                | Willemstad                                                              | Curaçao                                                                 | 0 – 1                                                                   | Honduras                                                                | CONCACAF Nations League 2022-2023 - 1º turno                            | -                                                                       | 46’                                                                     |
| 6-6-2022                                                                | San Pedro Sula                                                          | Honduras                                                                | 1 – 2                                                                   | Curaçao                                                                 | CONCACAF Nations League 2022-2023 - 1º turno                            | -                                                                       | 90+4’                                                                   |
| 14-6-2022                                                               | San Pedro Sula                                                          | Honduras                                                                | 2 – 1                                                                   | Canada                                                                  | CONCACAF Nations League 2022-2023 - 1º turno                            | -                                                                       | 76’                                                                     |
| 23-9-2022                                                               | Miami Gardens                                                           | Argentina                                                               | 3 – 0                                                                   | Honduras                                                                | Amichevole                                                              | -                                                                       | 62’                                                                     |
| 27-9-2022                                                               | Houston                                                                 | Guatemala                                                               | 1 – 2                                                                   | Honduras                                                                | Amichevole                                                              | 1                                                                       | 64’ 88’                                                                 |
| 27-10-2022                                                              | San Pedro de Alcántara                                                  | Qatar                                                                   | 1 – 0                                                                   | Albania                                                                 | Amichevole                                                              | -                                                                       | 66’                                                                     |
| 30-10-2022                                                              | Abu Dhabi                                                               | Arabia Saudita                                                          | 0 – 0                                                                   | Honduras                                                                | Amichevole                                                              | -                                                                       | 64’ 90+7’                                                               |
| 28-3-2023                                                               | Toronto                                                                 | Canada                                                                  | 4 – 1                                                                   | Honduras                                                                | CONCACAF Nations League 2022-2023 - 1º turno                            | -                                                                       | 68’                                                                     |
| 15-6-2023                                                               | Washington                                                              | Venezuela                                                               | 1 – 0                                                                   | Honduras                                                                | Amichevole                                                              | -                                                                       | 63’                                                                     |
| 29-6-2023                                                               | Glendale                                                                | Qatar                                                                   | 1 – 1                                                                   | Honduras                                                                | Gold Cup 2023 - 1º turno                                                | -                                                                       | 72’                                                                     |
| Totale                                                                  |                                                                         | Presenze                                                                | 17                                                                      |                                                                         | Reti                                                                    | 2                                                                       |                                                                         |